# 뤼카 므케이제
뤼카 므케이제(프랑스어: Luka Mkheidze, 조지아어: გურამ თუშიშვილი 루카 므헤이제, 1996년 1월 5일~)는 프랑스의 유도 선수이다. 2020년과 2024년 하계 올림픽에서 남자 엑스트라라이트급 동메달을 획득했으며 유럽 선수권 대회에서 금메달 1개, 은메달 1개를 획득했다.